# Puerto de Marbella
Puerto de Marbella är ett sadelpass i Spanien.   Det ligger i provinsen Provincia de Málaga och regionen Andalusien, i den södra delen av landet, 400 km söder om huvudstaden Madrid. Puerto de Marbella ligger 994 meter över havet.
Terrängen runt Puerto de Marbella är huvudsakligen kuperad, men åt nordväst är den bergig. Puerto de Marbella ligger uppe på en höjd. Runt Puerto de Marbella är det ganska glesbefolkat, med 23 invånare per kvadratkilometer. Närmaste större samhälle är Marbella, 5,8 km söder om Puerto de Marbella. 